# Nord (megye)
Koordináták: é. sz. 50° 23′, k. h. 3° 19′50.383333°N 3.316667°E
Nord (IPA: [nɔʁ]) Franciaország legészakibb megyéje, amit az Alkotmányozó Nemzetgyűlés 1790. március 4-ei határozata nyomán hozták létre a francia forradalom idején.

## Elhelyezkedése
Hauts-de-France régió (2015 végéig Nord-Pas-de-Calais régió) része. Keleten Belgium (Nyugat-Flandria és Hainaut (tartomány), délen az Aisne és a Somme, nyugaton a Pas-de-Calais megyék határolják.

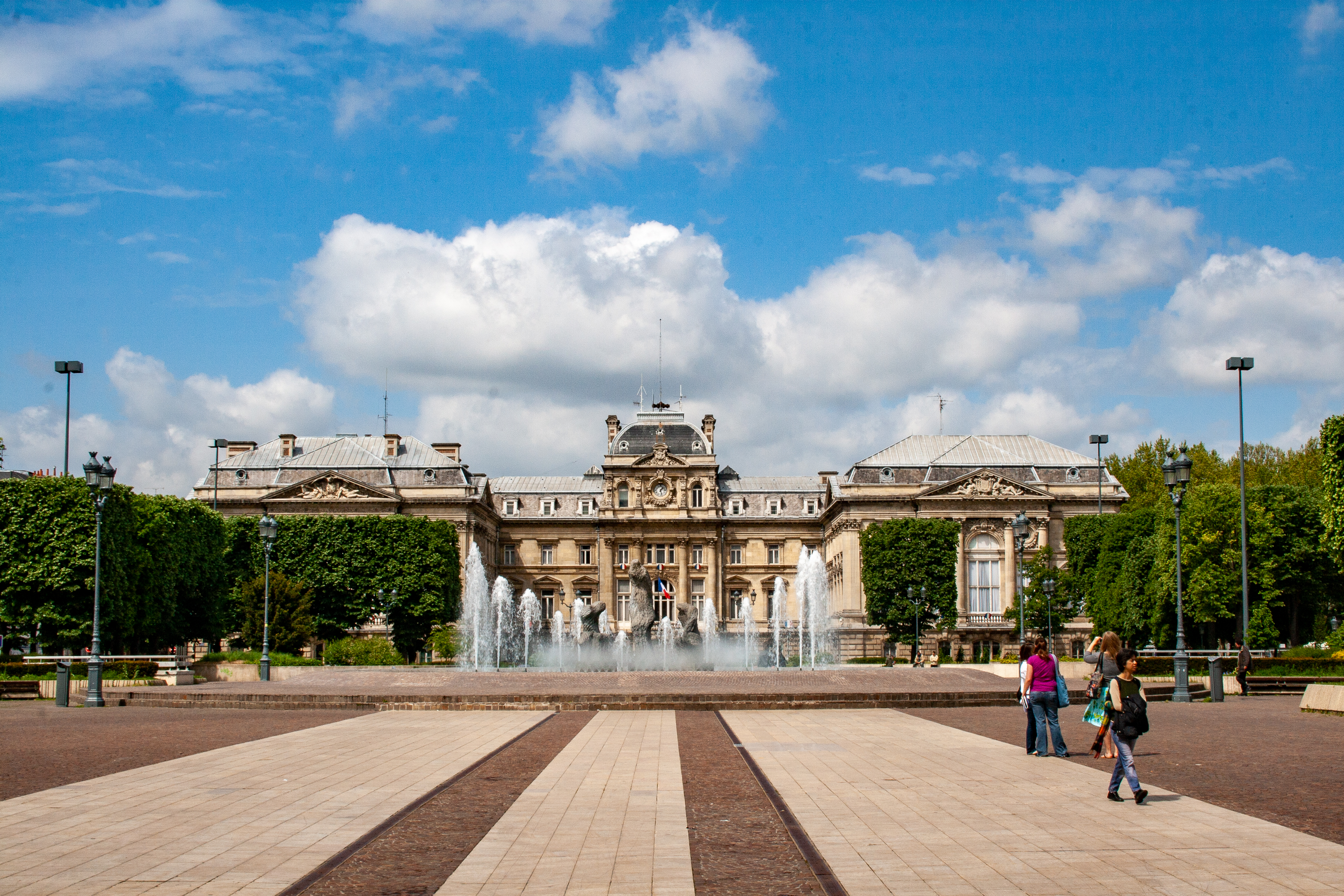
Nord megye prefektúrája Lille városában

## Települések
A megye legnagyobb városai 2011-ben:

| Település         | Népesség (fő, 2011) |
| ----------------- | ------------------- |
| Lille             | 227 533             |
| Roubaix           | 94 713              |
| Dunkerque         | 91 386              |
| Tourcoing         | 91 923              |
| Villeneuve-d’Ascq | 62 681              |
| Valenciennes      | 43 335              |
| Douai             | 42 197              |
| Wattrelos         | 41 541              |
| Marcq-en-Barœul   | 38 947              |
| Cambrai           | 32 770              |